# Cerco de Cartagena das Índias

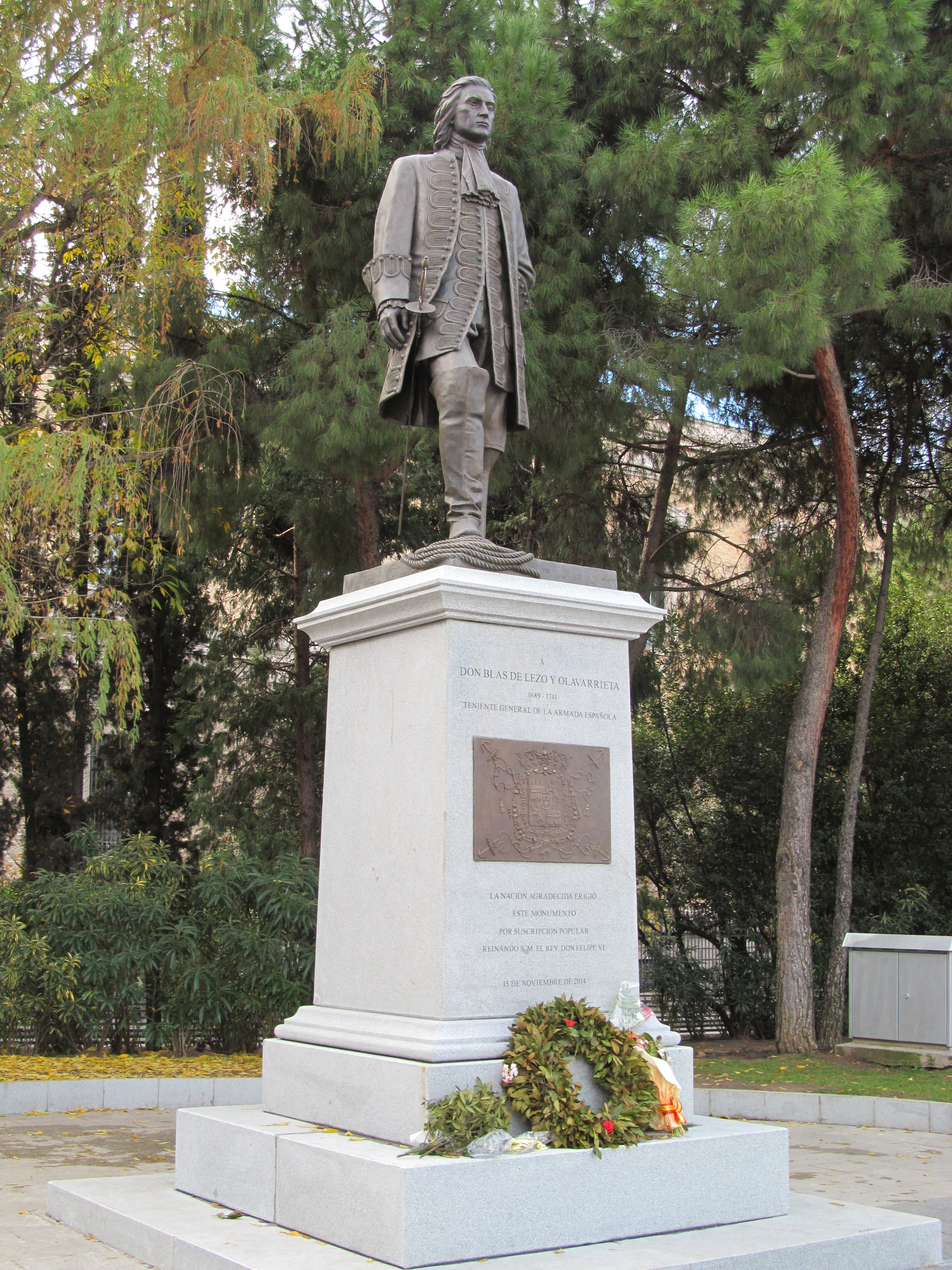
Monumento a Blas de Lezo na Plaza de Colón (Madrid)

O cerco de Cartagena das Índias, ocorrido em 1741, foi o episódio decisivo que marcou o desenlace da Guerra da orelha de Jenkins (1739–1748), conflito armado entre Espanha e Reino da Grã-Bretanha.
Essa batalha é considerada como a maior derrota da história naval inglesa, ao ser vencida uma frota de 186 navios. A vitória das forças espanholas, sob comando do almirante Blas de Lezo, prolongou a supremacia militar espanhola no Atlântico ocidental até o século XIX.